# Ledbury
Ledbury este un oraș în comitatul Herefordshire, regiunea West Midlands, Anglia. 

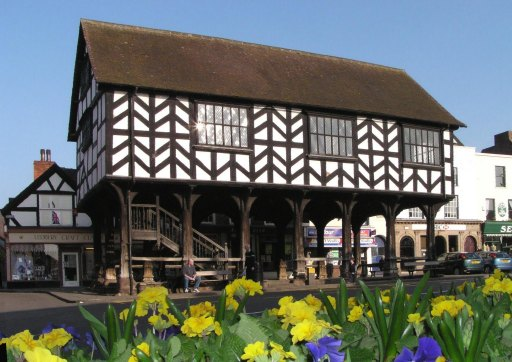
Ledbury Market House